# Административно-территориальное деление Северной Осетии

## Административно-территориальное устройство

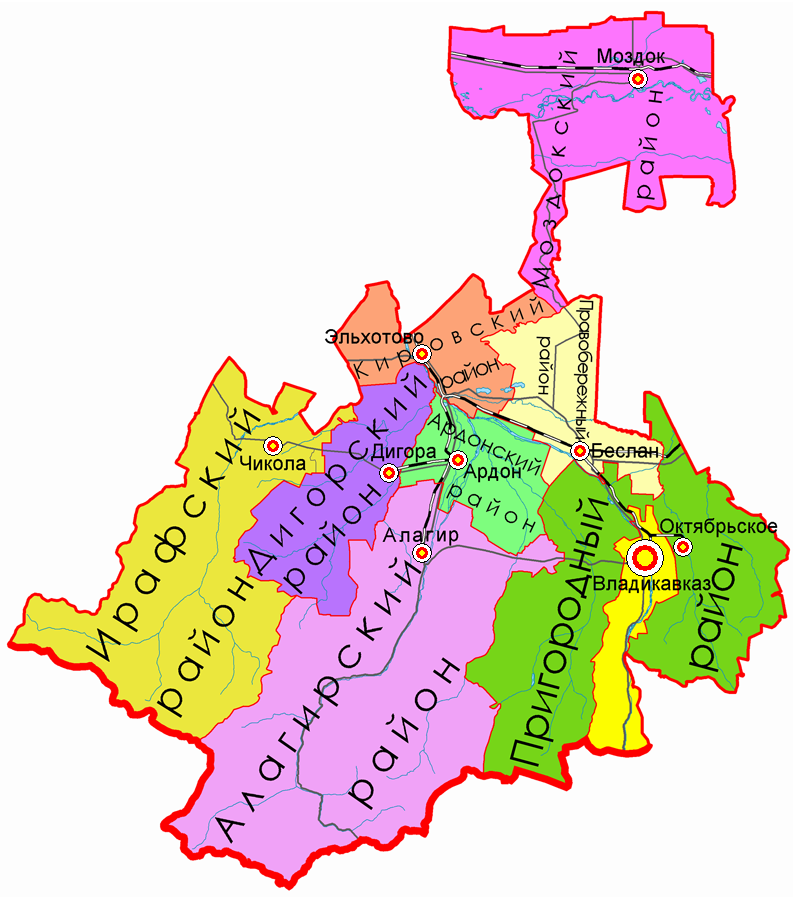
Административное деление Северной Осетии

Согласно Конституции Северной Осетии и Закону «Об административно-территориальном устройстве Республики Северная Осетия — Алания», субъект РФ включает следующие административно-территориальные образования:
- 1 город республиканского подчинения (город Владикавказ),
- 8 районов, включающие:
  - 97 сельских округов
  - 5 городов районного подчинения.

## Муниципальное устройство
В рамках муниципального устройства республики, в границах административно-территориальных единиц Северной Осетии образованы муниципальные образования:
- 1 городской округ — город Владикавказ
- 8 муниципальных районов, включающие:
  - 97 сельских поселений,
  - 5 городских поселений.

## Районы и город республиканского подчинения (городской округ)
| №        | Название                                            | Осетинское название   | Флаг | Герб | Админ. центр      | Площадь, км² | Население, чел., (2025 г.) | Плотность населения, чел./км² |
| -------- | --------------------------------------------------- | --------------------- | ---- | ---- | ----------------- | ------------ | -------------------------- | ----------------------------- |
| 1e-06    | Районы (муниципальные районы)                       |                       |      |      |                   |              |                            |                               |
| 1        | Алагирский район                                    | Алагиры район         |      |      | город Алагир      | 2010         | ↗38 308                    | 18,2                          |
| 2        | Ардонский район                                     | Æрыдоны район         |      |      | город Ардон       | 370          | ↘31 295                    | 77,5                          |
| 3        | Дигорский район                                     | Дигори (Дыгуры) район |      |      | город Дигора      | 640          | ↗18 652                    | 31,9                          |
| 4        | Ирафский район                                      | Ирæфи (Æрæфы) район   |      |      | село Чикола       | 1370         | ↗15 561                    | 11,2                          |
| 5        | Кировский район                                     | Кировы район          |      |      | село Эльхотово    | 360          | ↘27 797                    | 74,7                          |
| 6        | Моздокский район                                    | Мæздæджы район        |      |      | город Моздок      | 1080         | ↘81 353                    | 81,1                          |
| 7        | Правобережный район                                 | Рахизфарсы район      |      |      | город Беслан      | 380          | ↗55 684                    | 146,3                         |
| 8        | Пригородный район                                   | Горæтгæроны район     |      |      | село Октябрьское  | 1460         | ↘100 205                   | 70,0                          |
| 8.000002 | Город республиканского подчинения (городской округ) |                       |      |      |                   |              |                            |                               |
| 9        | город Владикавказ                                   | Дзæуджыхъæу           |      |      | город Владикавказ | 291          | ↗309 971                   | 1072,9                        |

## Поселения и населённые пункты районов Северной Осетии
Городам районного подчинения соответствуют муниципальные образования со статусом городского поселения. Сельским округам соответствуют муниципальные образования со статусом сельского поселения.
Ниже приведены списки городских и сельских поселений с входящими в их состав населёнными пунктами, распределённых по районам республики.
Городские поселения выделены жирным шрифтом.

### Алагирский район
- Алагирское городское поселение
  - город Алагир
- Бирагзангское сельское поселение
  - село Верхний Бирагзанг — центр поселения
  - село Нижний Бирагзанг
- Буронское сельское поселение
  - посёлок Бурон
- Горно-Карцинское сельское поселение
  - село Карца — центр поселения
  - село Гусыра
- Дзуарикауское сельское поселение
  - село Дзуарикау — центр поселения
  - село Тагардон
- Зарамагское сельское поселение
  - село Нижний Зарамаг
  - село Верхний Зарамаг
  - село Варце
  - село Гори
  - село Згил
  - село Камсхо
  - село Калак
  - село Клиат
  - село Лисри
  - село Сагол
  - село Сатат
  - село Тиб
  - село Тибсли
  - село Худисан
  - село Цми
- Згидское сельское поселение
  - посёлок Верхний Згид — центр поселения
  - посёлок Нижний Згид
- Красноходское сельское поселение
  - село Красный Ход
- Майрамадагское сельское поселение
  - село Майрамадаг — центр поселения
  - село Кодахджин
- Мизурское сельское поселение
  - село Мизур — центр поселения
  - село Архон (осет. Æрхон)
  - село Бад (осет. Бад)
  - село Дайкау
  - село Ногкау
- Нарское сельское поселение
  - село Нар
  - село Елгона
  - село Зригатта
  - село Потыфаз
  - село Регах
  - село Саубын
  - село Сахсат
  - село Слас
  - село Тапанкау
  - село Цасем
  - село Цемса
- Ногкауское сельское поселение
  - село Ногкау — центр поселения
  - село Цаликово
- Рамоновское сельское поселение
  - посёлок Рамоново
- Садонское сельское поселение
  - посёлок Садон
  - село Курайтта
  - село Ход
- Суадагское сельское поселение
  - село Суадаг
- Унальское сельское поселение
  - село Нижний Унал — центр поселения
  - село Верхний Унал
  - село Биз
  - село Дагом
  - село Донисар
  - село Зинцар
  - село Урсдон
  - село Цамад
- Фиагдонское сельское поселение
  - посёлок Фиагдон — центр поселения
  - село Харисджин
  - село Хидикус
  - село Лац
  - село Урикау
  - село Цмити
  - село Барзикау (осет. Бæрзыхъæу)
  - село Даллагкау
  - село Дзивгис
  - село Дзуарикау
- Хаталдонское сельское поселение
  - село Хаталдон
- Холстинское сельское поселение
  - посёлок Холст
- Цейское сельское поселение
  - село Нижний Цей
  - село Верхний Цей
  - село Абайтикау (осет. Абайтыхъæу)
  - село Хукали
- Црауское сельское поселение
  - село Црау

### Ардонский район
- Ардонское городское поселение
  - город Ардон — райцентр и центр поселения
- Кадгаронское сельское поселение
  - село Кадгарон
- Кировское сельское поселение
  - село Кирово
- Костаевское сельское поселение
  - село Коста — центр поселения
  - село Цмити
- Красногорское сельское поселение
  - село Красногор
- Мичуринское сельское поселение
  - село Мичурино
- Нартское сельское поселение
  - село Нарт
- Рассветское сельское поселение
  - село Рассвет
- Фиагдонское сельское поселение
  - село Фиагдон

### Дигорский район
- Дигорское городское поселение
  - город Дигора — райцентр и центр поселения
- Дур-Дурское сельское поселение
  - село Дур-Дур
- Карман-Синдзикауское сельское поселение
  - село Карман-Синдзикау
- Кора-Урсдонское сельское поселение
  - село Кора
  - село Урсдон
- Мостиздахское сельское поселение
  - село Мостиздах
- Николаевское сельское поселение
  - станица Николаевская

### Ирафский район
- Ахсарисарское сельское поселение
  - село Ахсарисар
  - село Калух
- Галиатское сельское поселение
  - село Галиат
  - село Камунта
  - село Дунта
- Гуларское сельское поселение
  - село Дзинага
  - село Ногкау
  - село Ахсау
- Задалеское сельское поселение
  - село Мацута
  - село Нижний Задалеск
  - село Верхний Задалеск
  - село Нижний Нар
  - село Верхний Нар
  - село Ханаз
  - село Лезгор
  - село Донифарс
- Лескенское сельское поселение
  - село Лескен
- Махческое сельское поселение
  - село Махческ
  - село Вакац
  - село Казахта
  - село Калнахта
  - село Камата
  - село Фаснал
  - село Фараскатта
- Новоурухское сельское поселение
  - село Новый Урух — центр поселения
  - село Дзагепбарз
- Советское сельское поселение
  - село Советское
- Среднеурухское сельское поселение
  - село Средний Урух
- Стур-Дигорское сельское поселение
  - село Стур-Дигора
  - село Куссу
  - село Моска
  - село Одола
- Сурх-Дигорское сельское поселение
  - село Сурх-Дигора
- Толдзгунское сельское поселение
  - село Толдзгун
- Хазнидонское сельское поселение
  - село Хазнидон
- Чиколинское сельское поселение
  - село Чикола — райцентр и центр поселения

### Кировский район
- Дарг-Кохское сельское поселение
  - село Дарг-Кох
- Змейское сельское поселение
  - станица Змейская
- Иранское сельское поселение
  - село Иран
- Карджинское сельское поселение
  - село Карджин
- Комсомольское сельское поселение
  - село Комсомольское
- Ставд-Дуртское сельское поселение
  - село Ставд-Дурт
- Эльхотовское сельское поселение
  - село Эльхотово — райцентр и центр поселения

### Моздокский район
- Моздокское городское поселение
  - город Моздок (осет. Мæздæг)
- Веселовское сельское поселение
  - село Веселое
  - посёлок Дружба
  - посёлок Осетинский
  - село Комарово
  - село Ново-Георгиевское
- Виноградненское сельское поселение
  - село Виноградное
  - посёлок Мирный
- Калининское сельское поселение
  - посёлок Калининский
- Киевское сельское поселение
  - село Киевское
- Кизлярское сельское поселение
  - село Кизляр
- Луковское сельское поселение
  - станица Луковская
  - посёлок Луковский
- Малгобекское сельское поселение
  - село Малгобек
- Ново-Осетинское сельское поселение
  - станица Ново-Осетинская
  - станица Черноярская
  - посёлок Черноярский
  - село Елбаево
- Павлодольское сельское поселение
  - станица Павлодольская
  - посёлок Советский
- Предгорненское сельское поселение
  - село Предгорное
  - село Малый Малгобек
- Притеречное сельское поселение
  - посёлок Притеречный
  - посёлок Тельмана
- Раздольненское сельское поселение
  - село Раздольное
- Садовое сельское поселение
  - посёлок Садовый
  - посёлок Любы Кондратенко
- Сухотское сельское поселение
  - село Сухотское
- Терское сельское поселение
  - станица Терская
  - село Октябрьское
- Троицкое сельское поселение
  - село Троицкое
- Хурикауское сельское поселение
  - село Хурикау
  - село Кусово

### Правобережный район
- Бесланское городское поселение
  - город Беслан — райцентр и центр поселения
- Батакоевское сельское поселение
  - село Батако
- Брутское сельское поселение
  - село Брут
- Заманкульское сельское поселение
  - село Заманкул
- Зильгинское сельское поселение
  - село Зильги
- Новобатакоевское сельское поселение
  - село Новый Батако
- Ольгинское сельское поселение
  - село Долаково
  - село Ольгинское — центр поселения
- Раздзогское сельское поселение
  - село Раздзог
- Фарновское сельское поселение
  - село Фарн
- Хумалагское сельское поселение
  - село Хумалаг
- Цалыкское сельское поселение
  - село Цалык

### Пригородный район
- Архонское сельское поселение
  - станица Архонская
- Верхнесанибанское сельское поселение
  - село Верхняя Саниба
- Гизельское сельское поселение
  - село Гизель
- Даргавское сельское поселение
  - село Даргавс — центр поселения
  - село Фазикау
  - село Ламардон
  - село Джимара
  - село Какадур
- Донгаронское сельское поселение
  - село Донгарон
- Ирское сельское поселение
  - село Ир
- Камбилеевское сельское поселение
  - село Камбилеевское
- Кармадонское сельское поселение
  - село Кармадон
  - село Старая Саниба
  - село Верхний Кани
  - село Нижний Кани
  - село Тменикау
- Кобанское сельское поселение
  - село Кобан
- Комгаронское сельское поселение
  - село Комгарон
- Куртатское сельское поселение
  - село Куртат
  - село Дачное
- Майское сельское поселение
  - село Майское
- Михайловское сельское поселение
  - село Михайловское
  - посёлок Алханчурт
  - посёлок Первомайский
- Нижнесанибанское сельское поселение
  - село Нижняя Саниба
- Ногирское сельское поселение
  - село Ногир
- Октябрьское сельское поселение
  - село Октябрьское
- Сунженское сельское поселение
  - село Сунжа
- Тарское сельское поселение
  - село Тарское
- Черменское сельское поселение
  - село Чермен

## История административного деления
Северо-Осетинская АО была образована 7 июля 1924 года. По состоянию на 1 января 1925 года она делилась на 4 округа — Алагиро-Ардонский, Гизельдонский, Дигорский и Правобережный. В 1925 году был образован Ардонский округ, переименованный в 1926 году в Притеречный. Гизельдонский округ в то же время был переименован Дзауджикауский. В 1931 году столица Северо-осетинской АО, город Владикавказ, был переименован в Орджоникидзе, а округа получили статус районов.
К началу 1932 года Северная Осетия включала 5 районов: Алагиро-Ардонский, Дзауджикауский, Дигорский, Правобережный и Притеречный. В 1934 году Северо-Осетинская АО получила статус АССР. В том же году был упразднён Притеречный район, но в том же и следующем годах образованы сразу 3 района — Горно-Алагирский, Ирафский и Эльхотовский (вскоре переименован в Кировский). Дзауджикауский район был переименован в Орджоникидзевский.
В феврале 1938 года были образованы 4 новых района: Гизельдонский, Даргкохский, Кадгоронский и Махческий. В ноябре того же года Алагиро-Ардонский район был переименован в Алагирский, Горно-Алагирский — в Садонский, а Кадгоронский — в Ардонский.
Большие изменения в административном делении Северо-Осетинской АССР произошли в 1944 году. 28 февраля столица республики город Орджоникидзе был переименован в Дзауджикау. 1 марта из Ставропольского края в Северную Осетию был передан Моздокский район. 7 марта из упразднённой Чечено-Ингушской АССР в Северо-Осетинскую были переданы город Малгобек, Ачалукский, Назрановский, Пседахский, и большая часть Пригородного районов, а из Кабардинской АССР — Курпский район. 29 апреля 1944 года Пседахский район был переименован в Аланский, Назрановский — в Коста-Хетагуровский, а Ачалукский — в Нартовский.
27 февраля 1954 года город Дзауджикау был переименован в Орджоникидзе. В 1955 году был упразднён Аланский район. В 1956 году были упразднены Гизельдонский, Даргкохский, Курпский, Махческий, Нартовский и Садонский районы. 9 января 1957 года в восстановленную Чечено-Ингушскую АССР были переданы город Малгобек с подведомственной территорией, Коста-Хетагуровский район и часть Правобережного района.
1 февраля 1963 года были упразднены Алагирский, Ирафский, Орджоникидзевский и Правобережный районы. Остальные районы получили статус сельских районов. Города Алагир, Беслан и Моздок получили статус город республиканского подчинения. 11 января 1965 года сельские районы были преобразованы в «просто» районы. Восстановлены Алагирский, Ирафский и Правобережный районы. Города Алагир, Беслан и Моздок переведены из республиканского в районное подчинение.
20 июля 1990 года город Орджоникидзе был переименован во Владикавказ, а Северо-Осетинская АССР преобразована в Северо-Осетинскую ССР, которая, в свою очередь, 9 ноября 1993 года была преобразована в Республику Северная Осетия.